# Alexander von Humboldt
Friedrich Wilhelm Heinrich Alexander von Humboldt o senzillament Alexander von Humboldt (Berlín, 14 de setembre de 1769 - ibíd. 6 de maig de 1859) fou un explorador, naturalista i geògraf alemany, germà del lingüista i polític Wilhelm von Humboldt. Els seus estudis varen estar influenciats per la Il·lustració berlinenca, un moviment cultural inspirat pel filòsof Moisès Mendelssohn i lligat a la comunitat jueva. El 1788 va començar la seva amistat amb el botànic Carl Ludwig von Willdenow, que va impulsar la seva devoció per les ciències naturals. El 1789 ingressà a Göttingen, la més famosa universitat alemanya de l'època, on s'entusiasmà per la investigació de camp i conegué el naturalista Georg Forster, a qui va acompanyar el 1790 en un viatge per Europa (concretament pels Països Baixos i Anglaterra). Continuà els seus estudis a l'Acadèmia Busch d'Hamburg i després a l'Escola de Mines de Freiberg, on arribà atret per la fama del geòleg Abraham Werner. En honor seu es va posar nom a un mineral de la classe dels compostos orgànics: la humboldtina.

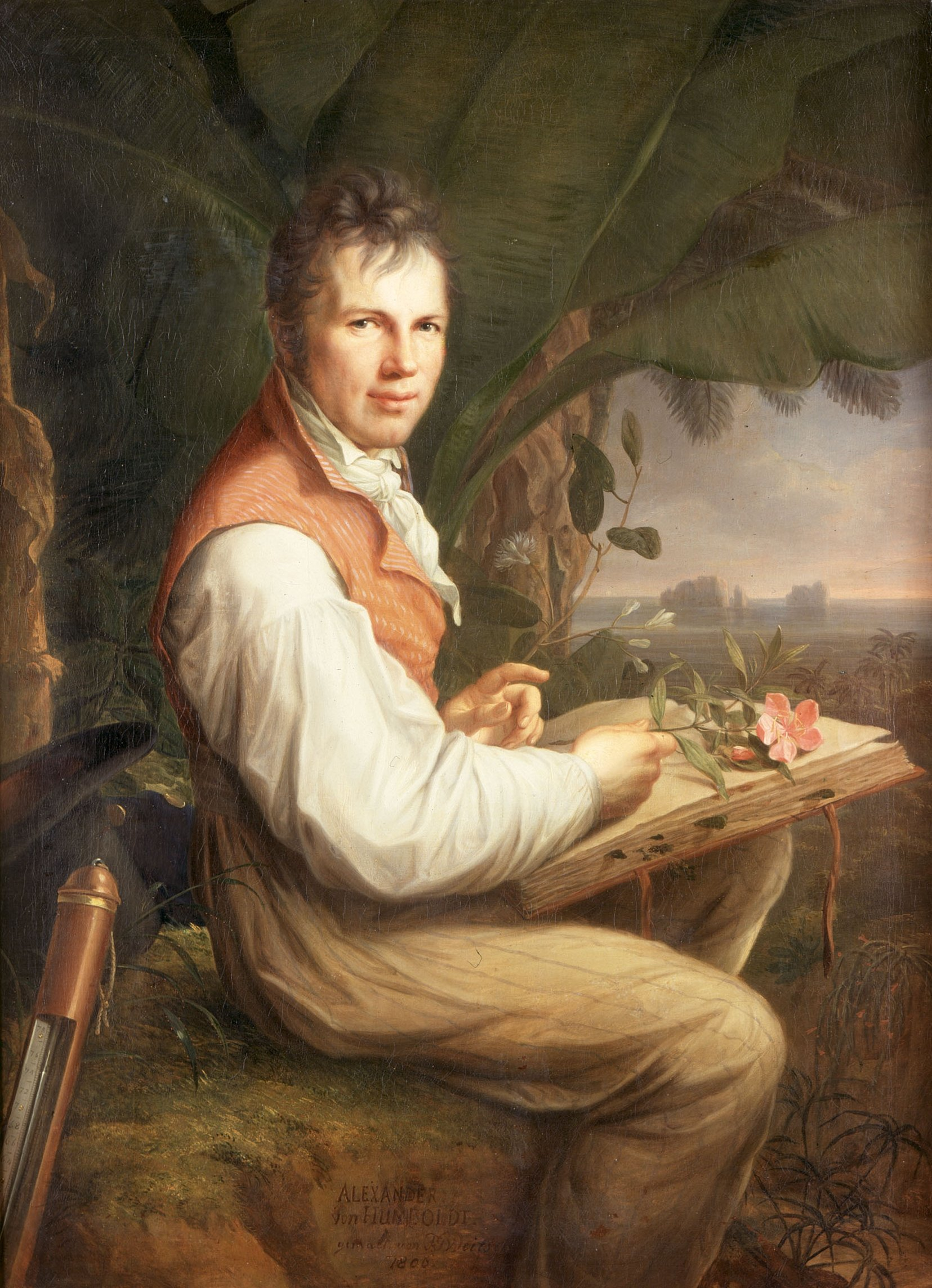
Alexander von Humboldt, 1806.
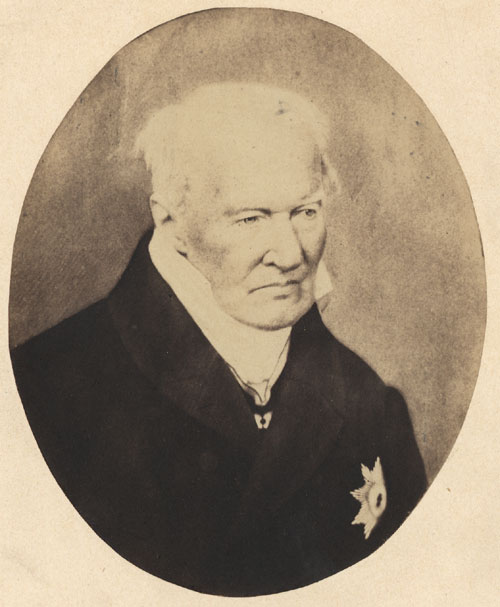
Alexander von Humboldt, 1857, dos anys abans del seu decés.
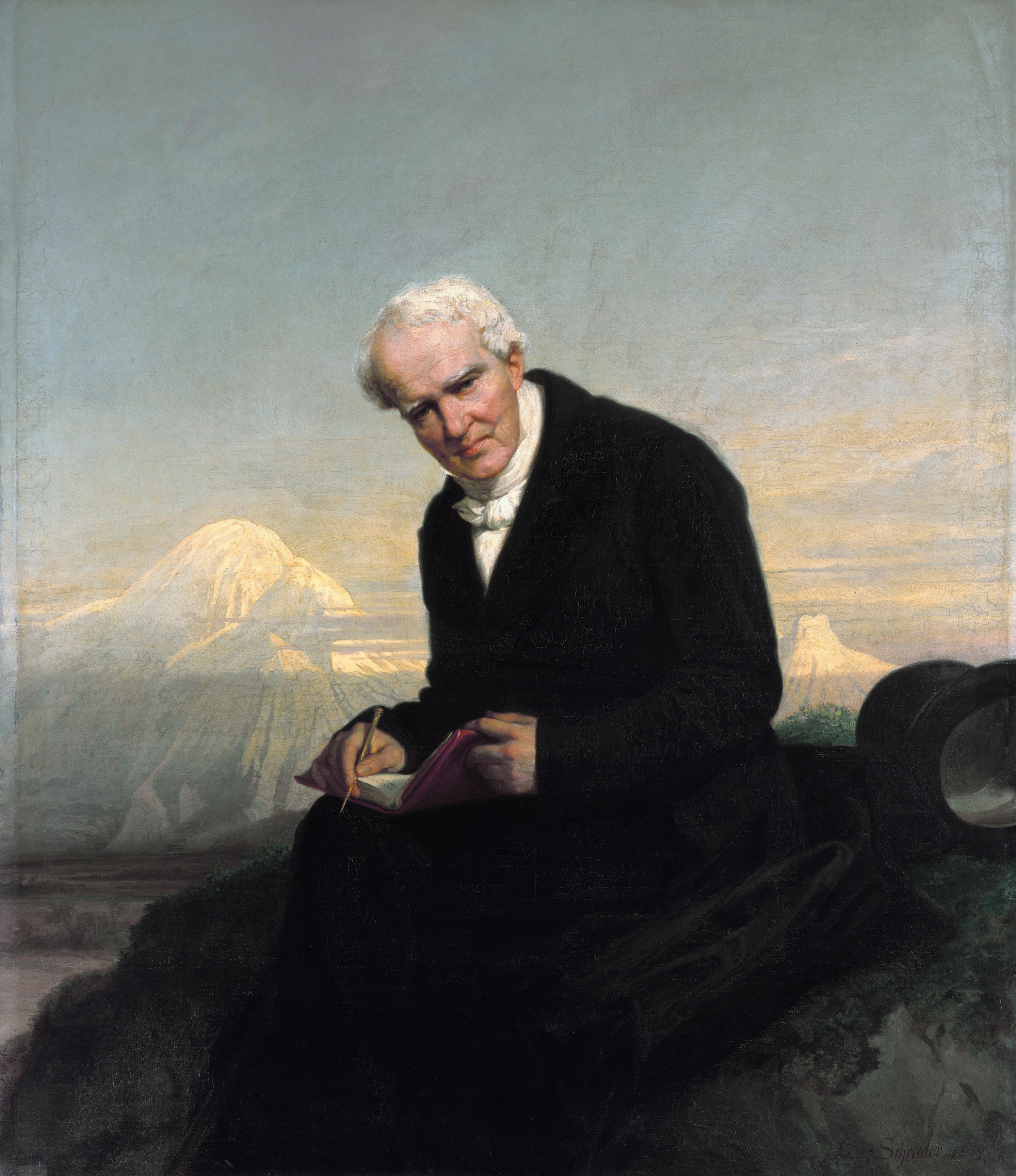
Alexander von Humboldt (89 anys): retrat del 1859 per l'artista Julius Schrader, mostrant el volcà Chimborazo al fons.

## Biografia

### Infància i primera joventut

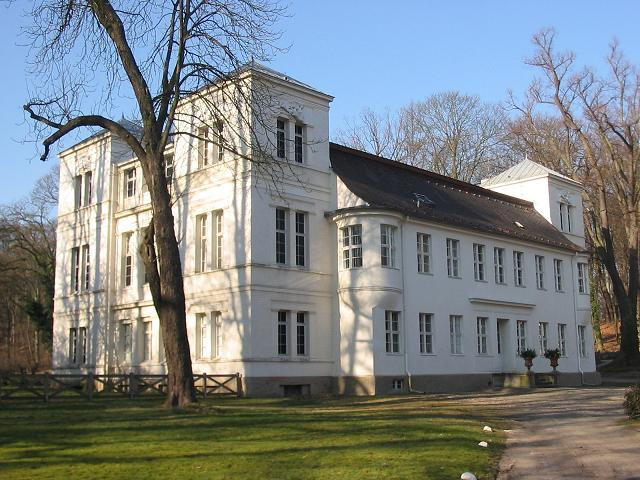
Façana del Castell de Humboldt, el 2005. La mansió renaixentista de Tegel es va construir el 1558 i es va remodelar, en vida del Baró de Humboldt, a l'estil clàssic.

El pare d'Alexander von Humboldt, originari de Pomerània (a l'actual Polònia) va ser oficial de l'exèrcit de Federic II el Gran de Prússia, i el van nomenar capellà de la Princesa de Prússia pels seus mèrits durant la guerra dels set anys. La mare, Marie Elisabeth von Holwede, procedia d'una família ben situada d'arrels hugonots, i a més havia heretat una fortuna després d'enviduar del seu matrimoni anterior.
Juntament amb el seu germà Wilhelm, dos anys major que ell, Alexander va ser educat a casa seva, al castell de Tegel, per tutors particulars que van estimular la seva afició per la naturalesa. El seu pare, qui va morir quan Alexander tenia deu anys, havia triat educadors de pensament il·lustrat; un d'ells, inspirat per Rousseau, Joachim Heinrich Campe, va exercir una important influència sobre ell i el seu germà. Alexander es va interessar ja de nen per la naturalesa, i concretament pels insectes, les plantes i les pedres. Entre altres ensenyaments, va rebre classes de dibuix i pintura, i als 17 anys ja va exposar les seves obres a l'Acadèmia de Berlín. El seu talent artístic quedaria patent en les il·lustracions que acompanyen els seus llibres de viatges.
Alexander i Wilhelm tenien una relació particular amb la casa reial, la qual queda patent en el fet que el príncep hereu fos padrí d'Alexander. La senyora de Humboldt, vídua per partida doble, va optar per una vida relativament modesta per a poder dedicar suficients mitjans a l'educació dels seus fills. Aquests van rebre una sòlida formació en llengües antigues i modernes, i van tenir per professors a especialistes les classes de dret i de filosofia dels quals eren pràcticament de nivell universitari. Per mitjà d'un d'ells, tots dos joves van entrar en contacte amb la "Il·lustració berlinesa". Durant la seva adolescència, desitjava dedicar-se a la carrera militar, però la seva família el va allunyar d'aquesta inclinació. Va realitzar el seu primer viatge formatiu la primavera de 1790, que el va portar al llarg del riu Rin fins als Països Baixos, i d'allí al Regne Unit, amb el que va començar a somiar amb navegar a altres continents. El retorn al seu país el va fer en el marc de la Revolució francesa, la qual cosa va contribuir a l'enfortiment de les seves idees liberals.
Va estudiar a l'Escola de Mines de Freiberg i va treballar en un departament del Govern, però després de la mort de la seva mare, a la fi de 1796, va renunciar a la seva carrera de funcionari públic prussià, i es va llançar de ple als seus ambicionats viatges científics. Tenia disponibilitat de fons econòmics, fruit de la seva herència, i es relacionava amb personalitats com Johann Wolfgang von Goethe i Friedrich Schiller.

### Expedicions
Als 27 anys, amb una completa formació en geologia, botànica, geografia, astronomia, zoologia, humanitats i idiomes i una gran fortuna es proposà organitzar grans expedicions científiques.
Va viatjar a París i va planejar un viatge per Àfrica. No obstant això, aquest projecte es va veure truncat, per la qual cosa va decidir partir a explorar Amèrica del Sud i l'Amèrica Central (el 1799). En companyia del francès Aimé Bonpland, i del novohispà Carlos de Montúfar (des de 1802), va recórrer deu mil quilòmetres en tres etapes continentals.
En la primera d'elles, partint de La Corunya i havent fet escala a Tenerife, Humboldt i Bonpland van arribar a Cumanà (Veneçuela) el 16 de juliol de 1799. Partint de Caracas, va descobrir la Cova del Guácharo, visitant La Maragda, i el primer èxit dels expedicionaris va ser recórrer l'Orinoco fins a arribar a les seves fonts i evidenciar la comunicació via brazo Casiquiare d'aquest riu amb l'Amazones.
La segona, després de visitar Cuba, van realitzar la travessa de Bogotà a Quito, pels Andes. Dins la seva estada a la zona varen ascendir el Chimborazo i el Pichincha, a més d'accedir al naixement del riu Amazones. Humboldt també va fer-hi observacions oceanogràfiques, que el portaren a descobrir un corrent marí que duu el seu nom (corrent de Humboldt).
I la tercera, recorrent la Nova Espanya, on va obtenir les autoritzacions necessàries per a recórrer el vast territori, amb la condició que no revelés aquesta informació al Govern dels Estats Units. Va aconseguir recopilar gran quantitat de dades sobre el clima, els recursos naturals, l'orografia, la flora i la fauna de la regió. A Nova Espanya, es va dur a terme, sota la seva direcció, el primer cens nacional, i, impressionat per la riquesa i per la forma del territori, el va qualificar com "la banya de l'abundància".
Va visitar Bogotà amb el principal objectiu d'entrevistar-se amb el botànic José Celestino Mutis, la qual cosa li va representar haver de remuntar el riu Magdalena i ascendir pels camins dels Andes. Va realitzar importants estudis dels volcans de l'Equador, on va ser rebut a Quito pels aristòcrates locals. Humboldt va acabar els seus viatges per Amèrica amb una visita als Estats Units, on va ser hoste del president Thomas Jefferson, un afeccionat dels estudis geogràfics, especialment sobre la Nova Espanya, poc després anomenada Mèxic, gràcies als quals els Estats Units va obtenir informació estratègica de la riquesa del seu veí i de l'estat de feblesa interior que l'afligia. Els serveis de Humboldt, aportats ingènuament, van ser crucials per a avivar el desig estatunidenc per apoderar-se dels territoris mexicans, com al poc temps va ocórrer.
De fet, el Mapa de Nova Espanya, que fet i fet va aparèixer publicat en el seu Assaig polític de la Nova Espanya (1811), era conegut i utilitzat per l'exèrcit dels Estats Units amb la intenció d'anar a la guerra contra Mèxic. Finalment, Humboldt, Bonpland i Montúfar van tornar a Europa des de Filadèlfia, i van arribar el 30 de juny de 1804 a França. A París va conèixer a Simón Bolívar, qui solia dir que Humboldt era «el descobridor científic del Nou Món, l'estudi del qual ha donat a Amèrica una mica millor que tots els conqueridors junts». Humboldt va conèixer a París, el 1818, al jove científic peruà Mariano Eduardo de Rivero i Ustáriz, estudiant en l'École Royale de Mines de París, de qui va ser anys després gran amic i mentor, com va ser de l'equatorià Montúfar, qui va tornar a l'Equador a lluitar per la independència d'aquest país. Actualment, s'està revisant la valoració (a vegades, extrema) acrítica de l'obra humboldtiana, així com el seu important deute intel·lectual amb els universalistes espanyols de l'època (Lorenzo Hervás, José Celestino Mutis, Francisco Javier Clavijero, Juan Andrés i altres).

### Resultats
Entre 1804 i 1827 es va establir a París, on va recopilar i va publicar el material recollit en la seva expedició, contingut tot ell en trenta-tres volums que porten per títol Viatge a les regions equinoccials del Nou Continent. Un de les troballes derivades de les seves expedicions és l'estudi sobre el vulcanisme i la seva relació amb l'evolució de l'escorça terrestre. Durant la seva estada al Perú, Alexander von Humboldt va poder adonar-se de la diferència de temperatures de l'oceà Pacífic en determinades èpoques de l'any, especialment les aigües fredes que provenen des del sud del continent americà en el seu desplaçament fins al nord, passant per la costa peruana. D'allí va començar a dir-se aquest corrent oceànic com a corrent de Humboldt.

## Últims anys
L'any 1827 va tornar a Berlín, va ser nomenat camarlenc del rei Federic Guillem III de Prússia i es va convertir en un dels seus principals consellers, per la qual cosa va realitzar nombroses missions diplomàtiques per encàrrec imperial.

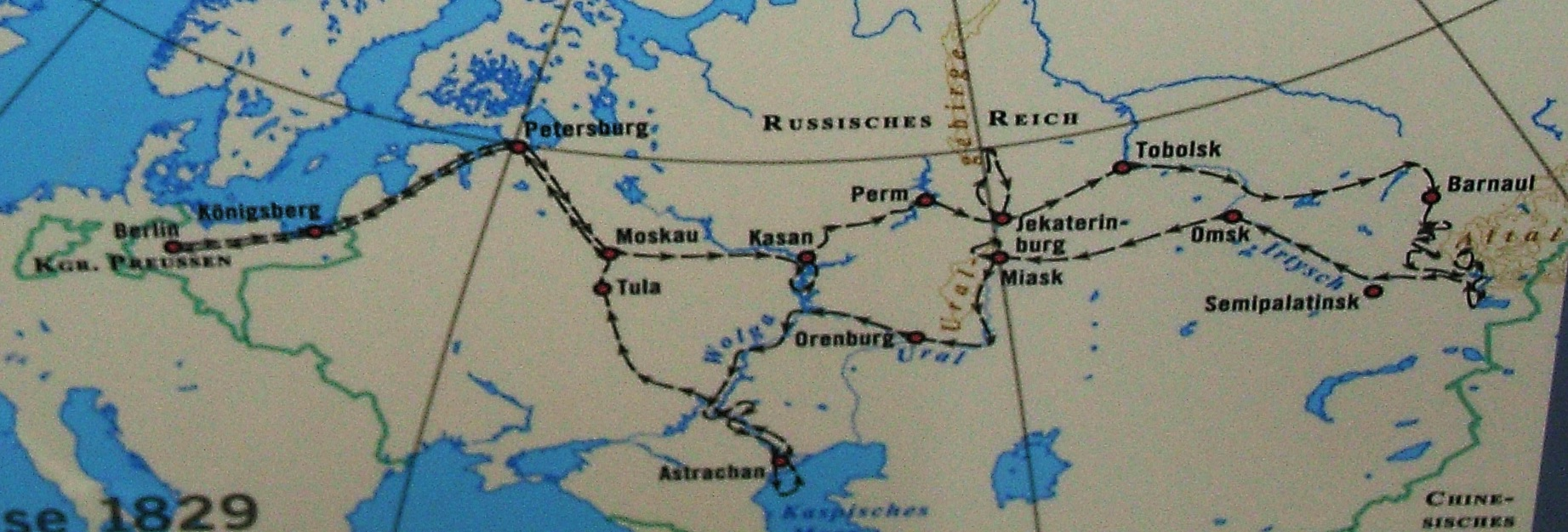
Mapa de l'expedició de Humboldt a Rússia el 1829

Cap a la tardor de 1829, per encàrrec del tsar Nicolau I, va efectuar un viatge als Urals, a fi de trobar nous jaciments de platí, així com d'or i d'altres minerals. La primavera de 1829, va partir en la seva missió geològica, trobant, a més de tals minerals, diamants. Tot seguit es va dirigir a Tobolsk per a finalment arribar al riu Obi. Des d'allí va visitar el massís de l'Altai i després Dzhungaria, a la frontera amb la Xina. Al seu retorn es va dirigir cap a Astracan a la mar Càspia. Finalment, el novembre de 1829 va arribar a Sant Petersburg, on va ser rebut amb honors per la noblesa, i va pronunciar un discurs a l'Acadèmia Imperial de Ciències, ressaltant la importància de la col·laboració científica internacional. Durant els últims vint-i-cinc anys de la seva vida, es va concentrar principalment en la redacció de Cosmos, monumental visió global de l'estructura de l'univers. Humboldt és considerat un dels últims il·lustrats. Després d'haver gastat tota la seva fortuna, va morir el 1859 a Berlin, sense deixar descendents. Les seves restes van ser sepultades en el panteó de Tegel.

## Expedició per Amèrica

Els viatges d'Alexander von Humboldt a Amèrica (1799-1804)

### Viatge de Humboldt i Bonpland per Veneçuela

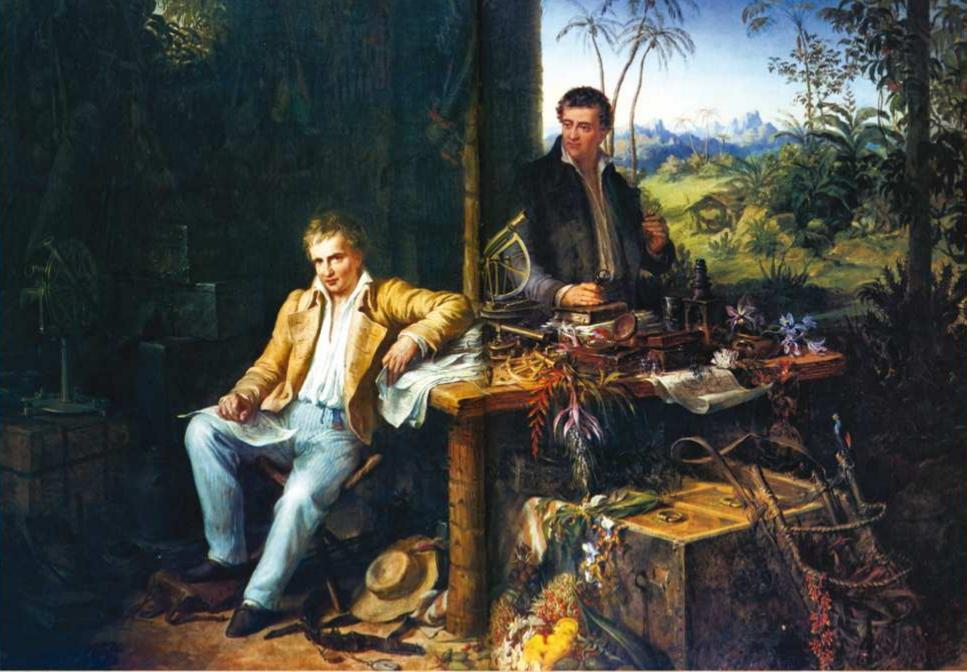
Alexander von Humboldt i Bonpland, a la selva amazònica del riu Casiquiare (oli d'Eduard Ender, cap a l'any 1850).

Va viatjar amb Bonpland a Espanya, recorrent a peu la costa mediterrània des de Marsella fins a les ciutats de Barcelona, València i Alacant. En arribar a Madrid, gràcies a que al llarg del camí van anar prenent mesures d'altitud, van elaborar el primer esquema seccional precís del relleu de la península ibèrica. A Madrid va obtenir dos salconduits, un atorgat per Mariano Luis d'Urquijo i l'altre estès pel Consell d'Índies, per a realitzar l'expedició a terres americanes. El 5 de juny de 1799 salpen de La Corunya a bord de la corbeta de guerra Pizarro i 14 dies després fan escala a les illes Canàries, on organitzen una expedició per a pujar fins al cràter del volcà Teide i entaular reunions amb científics de Tenerife. Reprenen el rumb cap a les Índies Espanyoles amb direcció a l'Havana i Mèxic, però una epidèmia de febre tifoide desbocada a l'embarcació els fa desviar-se cap a terra ferma i desembarcar a Cumaná, a l'orient de Veneçuela, el 16 de juliol d'aquell any. Des d'allí, recorren la península d'Araya, Cumanacoa, la vall de Caripe, la cova del Guácharo, el llac de Guanoco, les missions de Sant Ferran i altres llocs de l'actual orient veneçolà. Seguidament, parteixen cap al port de la Guaira, fent escala a Higuerote, des d'on Bonpland continua el viatge per terra. El 20 de novembre, arriba Humboldt a la Guaira i emprèn la marxa en direcció cap a Caracas. Allí, es troba de nou amb Bonpland i són rebuts pel governador i capità general Manuel de Guevara Vasconcelos, qui s'ocupa d'atendre'ls.
Ja instal·lats a la ciutat de Caracas, tots dos viatgers (Humboldt i Bonpland) es dediquen a explorar els voltants de la ciutat, i el 2 de gener de 1800 ascendeixen a la Silla de Caracas que, al costat del Pic Naiguatá i el Turó l'Àvila, conformen la cadena muntanyenca que els aborígens anomenaven Guaraira Repano. Els va acompanyar Andrés Bello, qui aviat seria reconegut com El Patriarca de les Lletres Americanes. Després parteixen cap a les valls del Tuy i Aragua, visiten Antímano, La Victòria, Turmero, Maracay, València, Guacara, Les Trinxeres i Port Cabell. Des d'allí, es dirigeixen als altiplans centrals passant per Calabós i Sant Ferran de Apure. Segueixen cap a la Guaiana veneçolana i recorren els pobles de missió fins a arribar a San Carlos de Río Negro. Exploren el riu Orinoco, els seus afluents i en particular el braç Casiquiare, un peculiar afluent que comunica les conques de l'Orinoco i l'Amazones. Visiten Angostura (actual Ciutat Bolívar) i des d'allí es dirigeixen pel Pao a Barcelona i després a Cumaná, acabant així el recorregut pel territori de Veneçuela.
En termes generals, l'expedició es va ocupar de l'estudi dels recursos naturals (flora, fauna, minerals, rius, sòl, fenòmens, etcètera), així com de l'observació dels costums indígenes i de la resta de la societat. Bonpland va ser l'encarregat de recol·lectar les plantes, la majoria d'elles desconegudes per la ciència de l'època, i de col·laborar amb Humboldt en la redacció posterior de diversos treballs.

### Viatge de Humboldt i Bonpland pel Nou Regne de Granada
El mes de març de 1801, Humboldt i Bonpland tornen a Sud-amèrica després d'haver estat en terres cubanes, l'Havana, Batabanó i Trinidad, arribant per accident a Cartagena d'Índies, després que una tempesta desviés el seu vaixell.
Allí coneixen a José Ignacio de Pombo, qui els va narrar els esforços que a Bogotà realitzava el sacerdot José Celestino Mutis al capdavant de l'anomenada Real Expedició Botànica del Nou Regne de Granada. Això els va determinar a canviar els plans i dirigir-se a l'interior del Nou Regne. L'historiador Michael Zeuske, de la Universitat de Colònia, Alemanya, considera, en la seva tesi Alexander von Humboldt i la comparació de les esclavituds a les Amèriques, que:
| «                | El primer territori americà visitat per Humboldt que no era part de la perifèria de l'imperi colonial hispànic (com Cumaná, Caracas, els plans, Guaiana, Parime, Orinoco o Cuba [...]) va ser el Nou Regne de Granada La Nova Granada era un centre en el sentit de “regne”, o, millor, “reyno”, és a dir, les parts del virregnat, governades directament per un virrei (en el seu temps, el buròcrata Pedro Mendinueta). Pel que fa a l'experiència de Humboldt en aquest territori, podem comprovar tres aspectes del seu viatge a real time: la seva predisposició de científic reformador, molt reforçada per les seves experiències a la Veneçuela polititzada, i el seu maneig de les complicades xarxes de comunicació quant a tres fenòmens que tenien a veure els uns amb els altres: la revolució d'Haití (que entre 1797 i 1802 ostentava certa estabilitat sota Toussaint), l'autonomisme dels criolls i l'esclavitud. | » |
| — Michael Zeuske | |   |

No obstant això, l'arribada de Humboldt amb prou feines va ser tinguda en compte pel governador Regi de Cartagena d'Índies, Anastasio de Zejudo, qui va escriure al virrei el 10 d'abril de 1801:

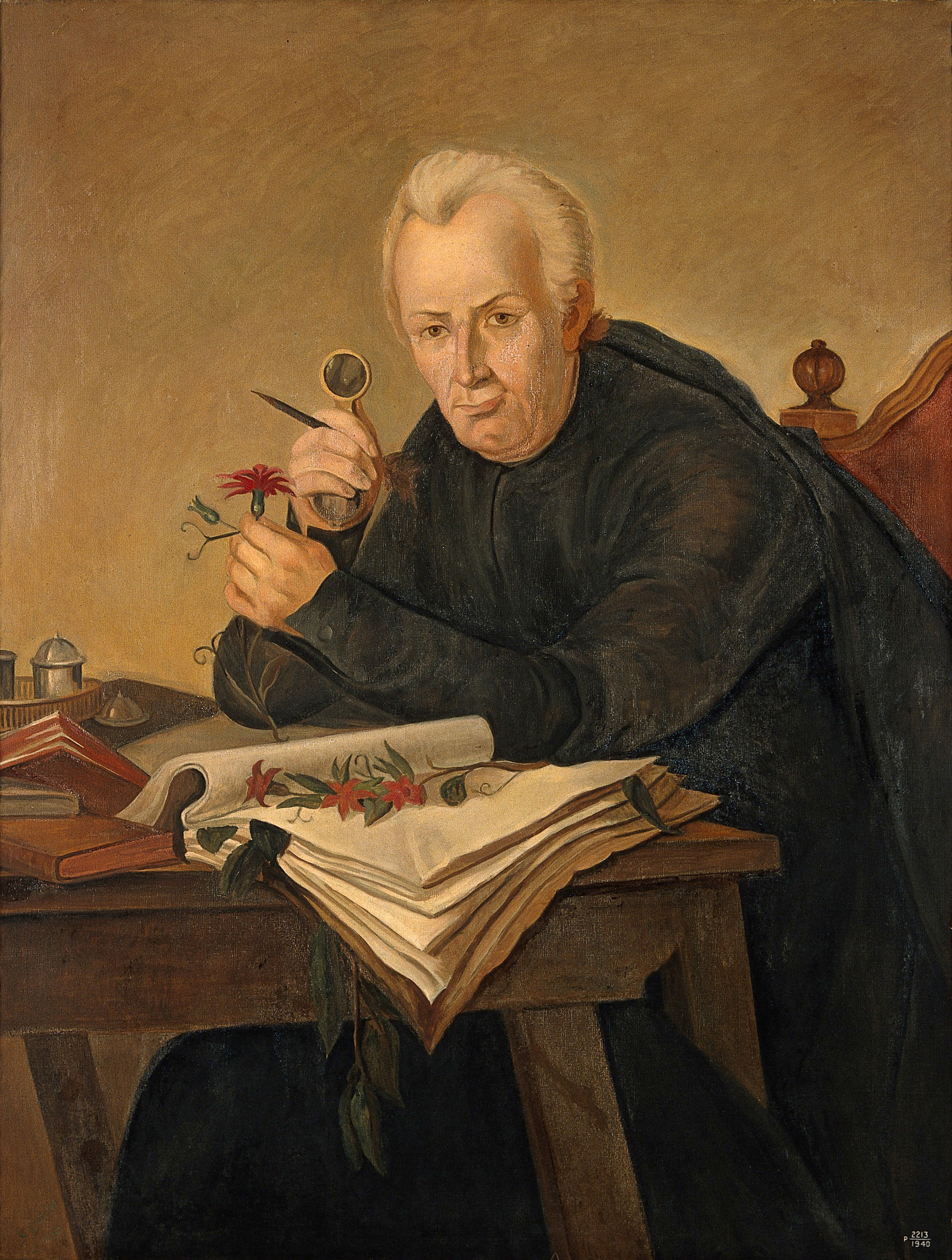
José Celestino Mutis

| « | … Rieux se'm va presentar ahir, i en vista del q.e Vm. em diu li vaig entregar el seu Passaport corrent, i sortirà després p.a aquesta amb el Prusiano Baron d'Humboldt, á qui tanmateix de no haver ordres aquí sobre el particular, li he permès passar á presentar-se a Vm., amb respecte a la R.l orn [Reial ordre] que em va manifestar, i per només la què [sic] li han permès diferents Governadors l'ús de la seva [sic] comissió. Al llibre de Lliub, MD, 1797-1803. Latin American mss. Colòmbia. Correspondència del Virrei Mendinueta, f. 136r -137r. | » |

El citat Zeuske assenyala:
| « | «Per als funcionaris imperials, a la primera part del seu viatge, Humboldt no mereixia una notícia en les seves procedires burocràtiques, a excepció de Vicent d'Emparan a Cumanà. Això es pot demostrar també amb la correspondència de Pedro Carbonell, governador i capità general de Caracas: "Per aquí cap novetat particular; han arribat a Cumana los Correos [un d'ells el vaixell que va transportar a Humboldt i Bonpland – M.Z.] d'Agost i Sep.re [de 1799]...". No s'adona ni de l'arribada de Humboldt. El governador de Cartagena tampoc escriu res sobre Humboldt en cap de les seves següents cartes al virrei.» | » |

Sobre larribada a Bogotà:
| « | La nostra entrada a Bogotà va constituir una mena de marxa triomfal. L'Arquebisbe ens havia enviat la seva carrossa, i amb ella van venir els notables de la ciutat, per la qual cosa vam entrar amb un seguici de més de seixanta persones muntades a cavall. Com se sabia que visitaríem Mutis, qui per la seva avançada edat, el seu prestigi a la Cort i el seu caràcter personal és tingut en extraordinari respecte, es va procurar per consideració a ell, donar a la nostra arribada certa solemnitat, honrant-lo a ell en les nostres persones. Per exigències de l'etiqueta, el Virrei no pot menjar a la Capital en companyia de ningú, i així ens va convidar a la seva residència campestre de Futa. Mutis havia manat habilitar per a nosaltres una casa a prop de la seva, i ens va tractar amb extrema afabilitat. És un ancià i venerable sacerdot d'uns 72 anys, molt ric a més: el Rei paga 10.000 duros anuals per la Expedició. Des de fa quinze anys treballen a les seves ordres trenta pintors; ell té de 2000 a 3000 dibuixos en foli, semblants a miniatures. Excepte la de Banks, de Londres, mai he vist una biblioteca més nodrida que la de Mutis. | » |

Sobre Mutis i l'Expedició Botànica:
| « | El baró de Humboldt venia a la Nova Granada... amb el propòsit de traçar el mapa de la regió nord de l'Amazones i comparar les seves col·leccions amb les del botànic José Celestino Mutis. El que no esperava trobar era un equip tan organitzat de herbolaris i pintors treballant en tan magna empresa. Amb la generositat pròpia del seu esperit, va elogiar àmpliament l'obra de Mutis i va emfatitzar la seva admiració pels treballs pictòrics. Així ho va manifestar també més tard en la correspondència que va sostenir amb Don José Celestino Mutis | » |

### Humboldt a Cuba
Les dues estades del baró Alexander von Humboldt a Cuba van acabar sumant en total uns tres mesos: del 19 de desembre de 1800 fins al 15 de març de 1801, i del 19 de març fins al 29 d'abril de 1804. En totes dues ocasions estava, en cert sentit, de trànsit: primer camí de Veneçuela a Colòmbia, i en la següent, de Mèxic als Estats Units.
La seva estada a l'illa va ser fructífera. El seu llibre Assaig polític sobre l'illa de Cuba descriu de manera sistemàtica les característiques d'aquesta illa i finalitza descrivint el seu viatge cap a Batabanó i Trinidad. Com un afegit posterior fa un al·legat contra l'esclavitud de gran valor ètic. Això li arrenca aquesta confessió: "Des que el perfeccionament de l'art de la navegació i la creixent activitat comercial dels pobles ha acostat les costes de tots dos continents, des que l'Havana, Rio de Janeiro i el Senegal gairebé no ens semblen llocs més llunyans que Cadis, Esmirna o els ports del Bàltic, un dubte en voler atreure l'atenció del lector cap a una travessia des de les costes de Caracas fins a l'illa de Cuba. El Mar de les Antilles és avui tan conegut com el Mediterrani".
En el context de les Antilles, Cuba també constitueix un cas excepcional: la seva llarga tradició com a lloc d'assentament i la seva forta identitat nacional —que pot sorprendre en un país que va ser dependent durant més temps que uns altres—, la distingeixen d'altres illes i l'acosten a les nacions d'Europa. L'Havana, davant el nouvingut de llavors, sembla al mateix temps metròpoli i colònia. Cuba ocupa un lloc especial en la topografia imaginària de Humboldt: com a frontera geogràfica entre l'Amèrica del Nord i la del Sud, com a baula imaginària entre Amèrica i Europa, com a pausa necessària en el viatge de Veneçuela a Colòmbia i de Mèxic als Estats Units.
A més, com a regió civilitzada en comparació amb els paisatges arcaics dels plans, de la selva i de l'Orinoco; com a terreny relativament familiar enmig de l'aliè. Cuba ve a ser l'espai intermedi de Humboldt, un microcosmos del seu viatge a Amèrica, en el qual els més dissimiles fenòmens observats semblen sintetitzar-se i coexistir contradictòriament. És considerat el "segon descobridor" de l'illa després de Cristòfor Colom.

### Viatge per Nova Granada, Quito i el Perú: Caldas i Montúfar

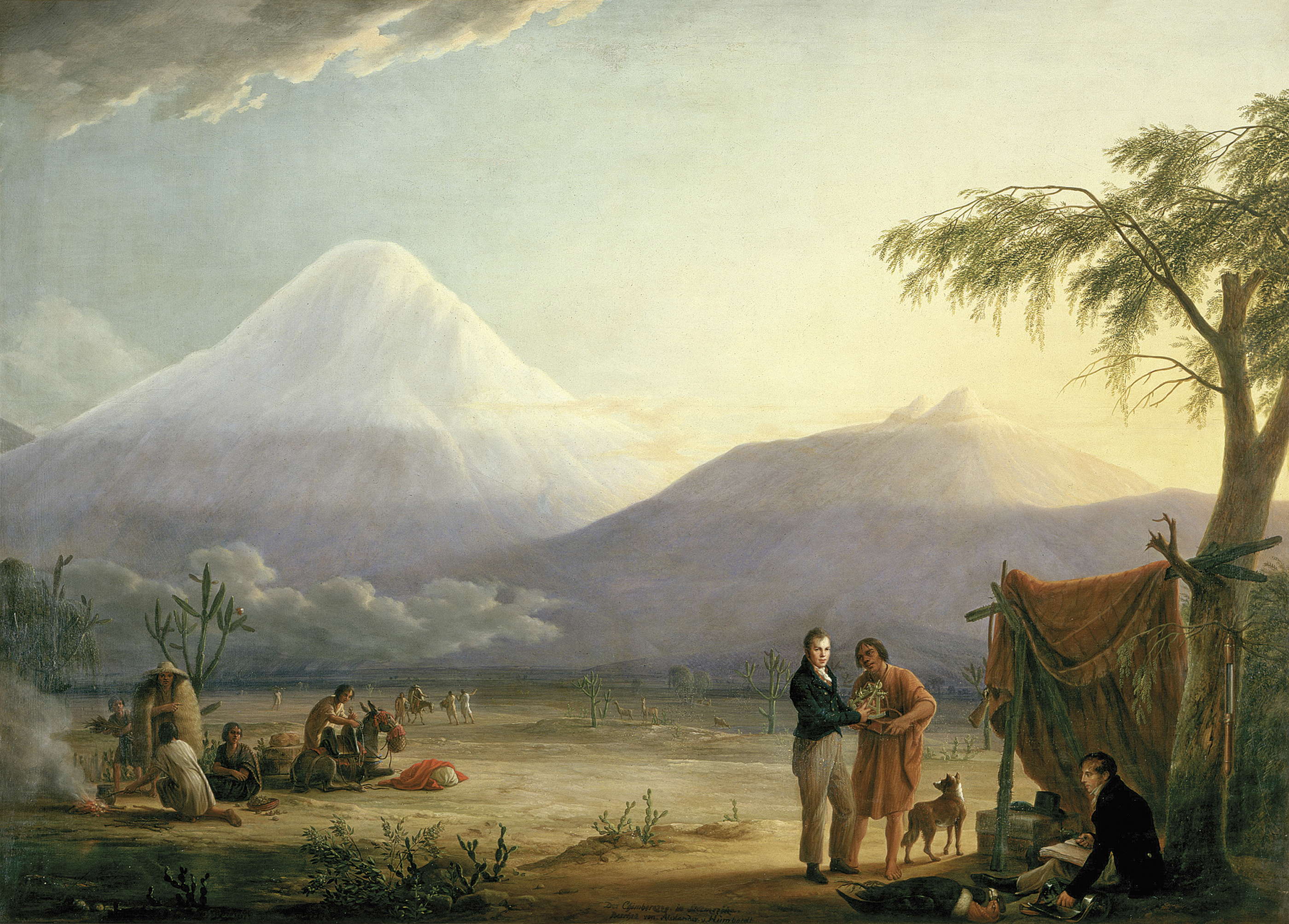
Alexander von Humboldt i Aimé Bonpland al peu del volcà del Chimborazo, quadre de Friedrich Georg Weitsch (1810)

Des de Bogotà, creuant l'altiplà andí, l'alemany va arribar fins a Quito. A Quito, capital de la Real Audiència de Quito, Humboldt és rebut l'any 1802 pels nobles locals, entre ells, la família de Juan Pío Montúfar, marquès de Selva Alegre, juntament amb la seva filla Rosa Montúfar i el seu fill Carlos de Montúfar. Després, Humboldt va realitzar diverses ascensions als Andes equatorians, entre ells al Chimborazo, el nevat més alt de l'Equador. També va pujar el volcà Cayambe. Humboldt va recórrer pràcticament tota la Serra de l'Equador, realitzant medicions de les muntanyes i recol·lectant plantes. L'alemany es va mostrar molt interessat en l'estudi de les ruïnes incaiques existents a l'actual Equador, com el castell de Ingapirca, a la província de Cañar. Va realitzar també una important ascensió al volcà Pichincha, muntanya tutelar de Quito, en companyia del jove Montúfar. Es va allotjar a la residència palatina dels marquesos de Selva Alegre i va ser rebut per altres importants famílies nobles de Quito, com els marquesos de Maenza, els qui l'atengueren a la seva hisenda de la Ciénega, a les rodalies del volcà Cotopaxi i de la ciutat de Latacunga, ciutat que també va estudiar.
La seva presència a Quito va motivar acres comentaris del naturalista Francisco José de Caldas, qui va escriure que a Quito, a diferència que a Bogotà, l'alemany s'havia fet amic de «joves obscens i dissoluts», que practicaven «amors impurs». Va relatar que, suposadament, abans de l'ascensió al Pichincha, Humboldt va començar el dia en una tabola amb Montúfar.
Caldas es va trobar a Quito amb Humboldt, i es va sumar a alguns dels seus recorreguts amb l'esperança de formar part de la resta de l'expedició de l'alemany. No obstant això, Humboldt —qui com se sap es costejava totes les seves despeses— no va voler que continués a l'expedició cap al Perú i Mèxic, la qual cosa pel que sembla va molestar a Caldas. Aquest va acusar després a Humboldt de visitar cases a Quito on «l'amor impur regeix», i de posar les seves passions per sobre dels nobles propòsits de la ciència: «s'apodera aquesta passió vergonyosa del seu cor i cega a aquest jove savi fins a un punt que no es pot creure», va dir en una carta a José Celestino Mutis. Va qualificar a Montúfar com un «Adonis ignorant, sense principis i dissipat», i va arribar a insinuar que va haver-hi una relació sexual entre ells en afirmar que «Venus s'ha mudat de Xipre a Quito».
El marquès de Selva Alegre, pare de Carlos, li va permetre acompanyar a l'alemany durant la seva gira per l'Amèrica espanyola, pagant una forta suma de diners pel viatge del jove Montúfar, la qual cosa va incloure la seva manutenció. Sobre aquest tema, va comentar Caldas amargament: «El senyor baró de Humboldt va partir d'aquí (Quito) el vuit del corrent (juny de 1802) amb Mr. Bonpland i el seu adonis, que no li destorba per a viatjar com Caldas». Aquesta podria ser una de les raons per les quals Humboldt va preferir portar al jove aristòcrata, a pesar que no era un científic experimentat com ja era en el seu moment Caldas.
Carlos de Montúfar va portar un diari del viatge, que inicia a Quito i acaba a Cajamarca, al Perú (1802). En ell va fer importants anotacions, com la referent a l'ascensió de l'expedició al Chimborazo. Va esmentar també la visita a la fortalesa incaica d'Ingapirca, i els costums de la població indígena de Conca. Montúfar va restar a l'expedició durant tot el trajecte pels actuals Equador, Perú, Mèxic i els Estats Units. Fins i tot va arribar amb Humboldt fins a París, on es van separar, perquè el jove tenia previst estudiar a Espanya.
El 1805, Montúfar va viatjar a Espanya, portant a sobre diverses cartes de recomanació de l'alemany. Durant algun temps, a més, va rebre ajuda econòmica de Humboldt, a qui va escriure una carta anomenant-lo «estimat amic». Va passar, pel que sembla, necessitats a Espanya, perquè una carta de crèdit de 5.000 reals amb la qual va viatjar des de Quito no li va ser abonada a Madrid. Abans de separar-se de Humboldt a París, el baró li va donar 8.000 reals per a les seves despeses i li va fer després diversos girs des de Berlín, per mitjà del sistema existent a l'època de cartes de crèdit (lliurança) entre banquers corresponsals. Una carta trobada al fons de l'arxiu de Humboldt a Berlín mostra les comandes d'ajuda econòmica de Montúfar al savi alemany, però no se sap si finalment va poder pagar aquests préstecs. A la mateixa carta, el jove noble crioll anomena a Humboldt «el meu pare i amic».
Les cartes de Caldas sobre la relació amb Carlos Montúfar són considerades, fins avui dia, algunes de les insinuacions més importants sobre la possible homosexualitat de Humboldt, aspecte sobre el qual s'han pronunciat importants intel·lectuals alemanys durant els segles XIX i XX. De Loja (Equador), es van dirigir a Cajamarca (Perú), i després van viatjar a Lima per a instal·lar-se al veí port del Callao, lloc on va realitzar mesuraments de temperatura oceànica al Pacífic, que li van permetre, fet i fet, descobrir el corrent fred que porta el seu nom en honor seu, i que ja havia estat intuïda per José d'Acosta. Va estudiar a més el guano i les seves propietats fertilitzants per a l'agricultura. Després es van embarcar rumb a Guayaquil, per a més endavant viatjar a Mèxic. L'any 2019, es va celebrar el 250è aniversari del naixement de Humboldt. A l'Equador, es va reconstruir la seva barcassa, formada per una casa central, un cultiu i un fogó per a preparar els aliments durant la navegació; està situada al Riu Daule, Guayaquil. A més, es va posar en marxa un Humboldt-Mobil dedicat a l'explorador alemany. En el seu interior hi ha una sèrie d'objectes que faciliten l'acostament al personatge com a lents de realitat virtual, còmics, pel·lícules, exposicions i instruments científics.

### Viatge per Nova Espanya (Mèxic)

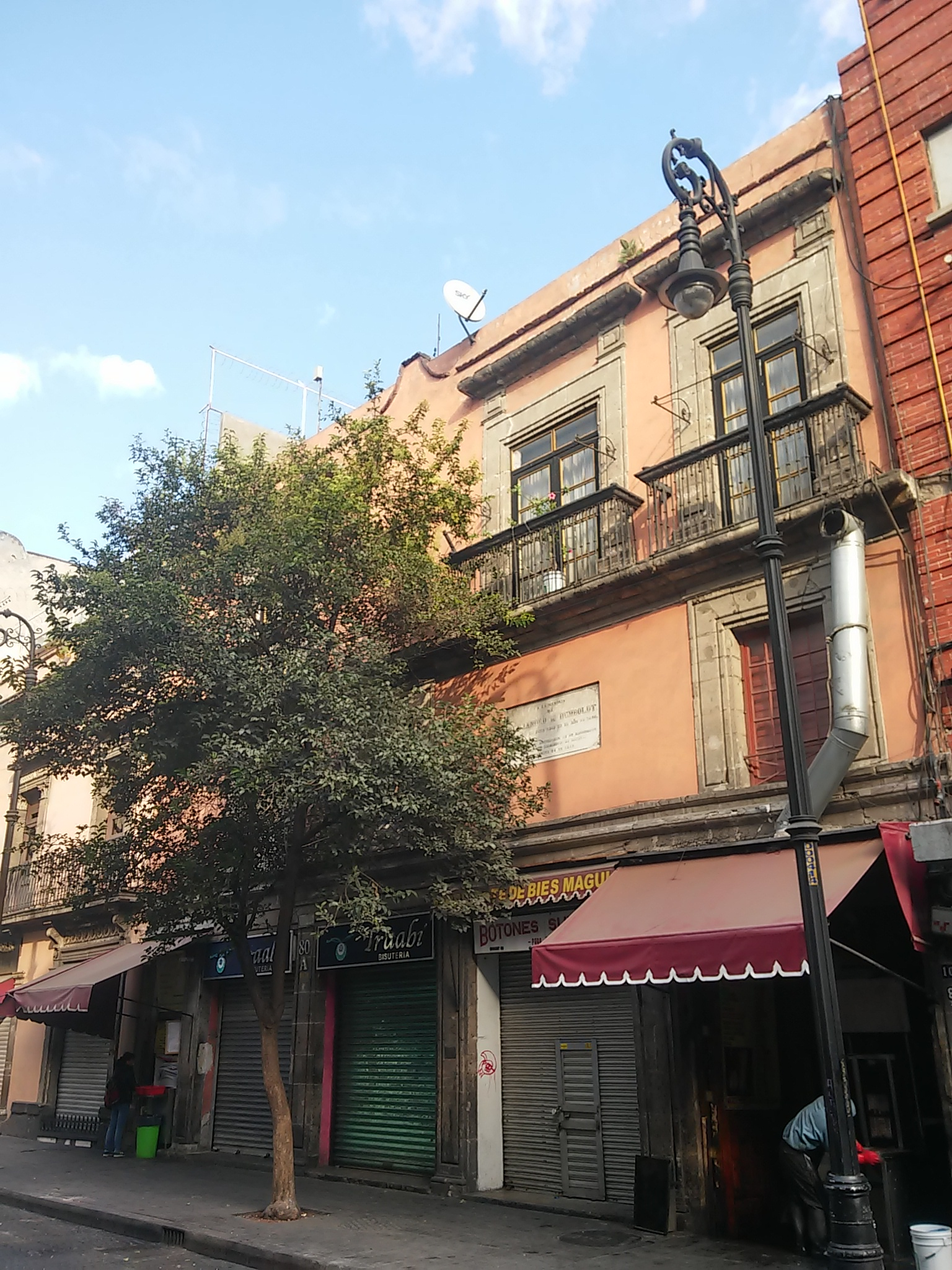
Casa on va viure Humboldt durant la seva estada a la Ciutat de Mèxic, situada al carrer República de l'Uruguai 80, al centre històric.

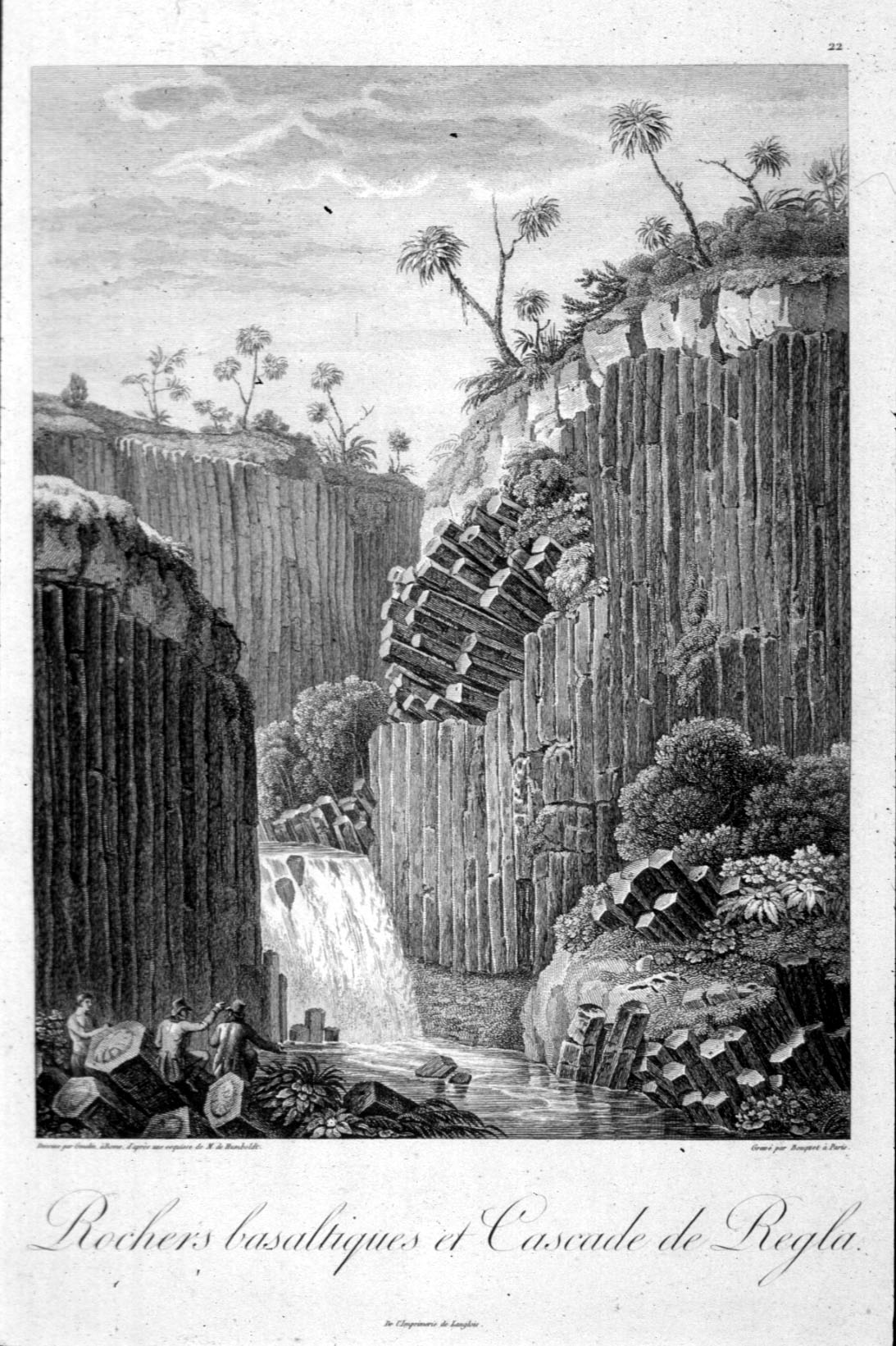
Prismes basàltics de Santa María Regla, per Alexander von Humboldt, publicat en el llibre Vue des Cordillères et monuments des peuples indigènes de l'Amérique (“Vista de la Serralada i monuments dels pobles indígenes d'Amèrica”).

El 22 de marzo de 1803 llegó con una fragata española de Guayaquil (Ecuador) a Acapulco, el puerto mexicano del Pacífico. Visitó las cercanías y las describió en su diario, antes de proseguir su viaje el 29 de marzo por Chilpancingo i Taxco hasta la Ciudad de México (a donde llegó el 12 de abril). En un México construido con las ruinas de la capital de los aztecas, Humboldt descifró el calendario azteca o Piedra del Sol que fue desenterrado en la Plaza Mayor, e hizo varias excursiones por los alrededores.
Per exemple, va visitar les mines de Pachuca, Real del Monte, Morán i Guanajuato i els impressionants claveguerams de la ciutat de Huehuetoca. A més, puja el 19 de setembre de 1803 al cim del Jorullo, emergit de les entranyes de la Terra quaranta-quatre anys abans a l'estat de Michoacán. Les seves històries sobre el volcà es difonen ràpidament a Europa i atreuen nombrosos aventurers que volen experimentar per si mateixos el que ha descrit Humboldt en els seus textos. El Jorullo es va convertir en el volcà més conegut entre els científics.
El gener de 1804 Humboldt va tornar al clavagueram de Huehuetoca i va escriure sobre la seva penosa construcció; va lamentar sobretot les inhumanes condicions de treball dels indis. També es va preocupar de les circumstàncies a les mines colonials; va escriure un ampli informe sobre la mina de Guanajuato i va intercedir en favor dels treballadors. Va ser molt actiu a la ciutat de Mèxic: va planejar perfils geològics, va atendre exàmens del Col·legi de Mineria i va visitar diverses institucions i a diversos erudits. Va qualificar les condicions en les quals treballaven els instituts com a modèliques, abans de res pel fet que blancs i indis treballaven junts en ells.
El 20 de gener de 1804 surt del centre cultural iberoamericà i va a Veracruz. Durant aquest viatge mesura el Popocatépetl, amb aproximadament 4.560 metres sobre el nivell de la mar; l'Iztaccíhuatl i escala el Cofre de Perote. El mesurament dels volcans és una evident prioritat del seu viatge, en particular el Pic d'Orizaba, que Humboldt va mesurar només des de lluny; això té una importància per als navegants que s'acostaven a la costa mexicana. Durant la seva estada a la intendència de Puebla, va visitar la piràmide de Cholula, calculant la seva altura en 54 metres d'elevació perpendicular i 349 metres d'amplària horitzontal a la seva base; els seus costats orientats amb exactitud als meridians i paral·lels; des del seu cim va realitzar gran nombre d'observacions astronòmiques. Va registrar en la seva obra Assaig Polític sobre el Regne de la Nova Espanya que en aquesta província es parlen tres llengües completament diferents; el mexicà (náhuatl), el totonaco i el tlapaneco. La primera és pròpia dels habitants de Puebla, de Cholula i de Tlaxcala; la segona dels de Zacatlán i la tercera es conserva als voltants de Tlapa. Després de la seva estada a Veracruz (del 18 de febrer fins al 7 de març) continua el seu viatge per l'Havana cap als Estats Units.
A l'agost de 1804 —després de cinc anys de viatge— Alexander de Humboldt torna amb el seu material científic a París i és rebut i festejat per deu mil persones. Va entusiasmar i va captivar a la gent amb la seva curiositat i el seu saber. El temps següent el passa a París analitzant els seus resultats, i el 1807 es muda a aquesta ciutat. Després fa costat a diversos científics i artistes (entre ells el matemàtic Karl-Friedrich Gauss i el músic Felix Mendelssohn Bartholdy), i aconsella al jove Werner von Siemens en la fundació de la seva empresa. Els plans per a la seva “segona vocació en la vida”, un viatge de recerca a Àsia, són obstaculitzats una vegada i una altra. Humboldt i Bonpland publiquen diverses obres de manera conjunta, la més important de les quals és el Viatge a les regions equinoccials del Nou Continent, publicada en francès, en 13 volums, entre 1816 i 1831.

### Visita als Estats Units
El remat final a la gran expedició americana va ser una visita als Estats Units, on Humboldt ja era considerat com un gran investigador i científic. La seva visita la va aprofitar el president Thomas Jefferson, qui el va tenir tres setmanes com a «hoste» a Washington D. C. i Filadèlfia. A més de sondejar les idees del seu hoste sobre els límits estatunidencs en relació amb els rius Sabina o Bravo i un canal interoceànic, Jefferson va ordenar al secretari del Tresor, Albert Gallatin, fer còpies dels mapes i altres materials del científic.
El 19 de juny, Humboldt va haver de demanar-li a James Madison que li recordés a Gallatin la devolució d'alguns dels seus materials:
«... Sento que tornaré a aquest bell país, en uns pocs anys. El camí des del Missouri fins a l'Oceà Pacífic estarà obert... A través del mateix correu, li prego recordar al Sr. Gallatin els meus mapes de Mèxic».
Humboldt, crític del sistema esclavista, es va referir a aquesta explotació inhumana en moltes oportunitats; una d'elles és la carta que dirigís el 20 de juny de 1804 a William Thornton.

## Contribucions de Humboldt a la ciència

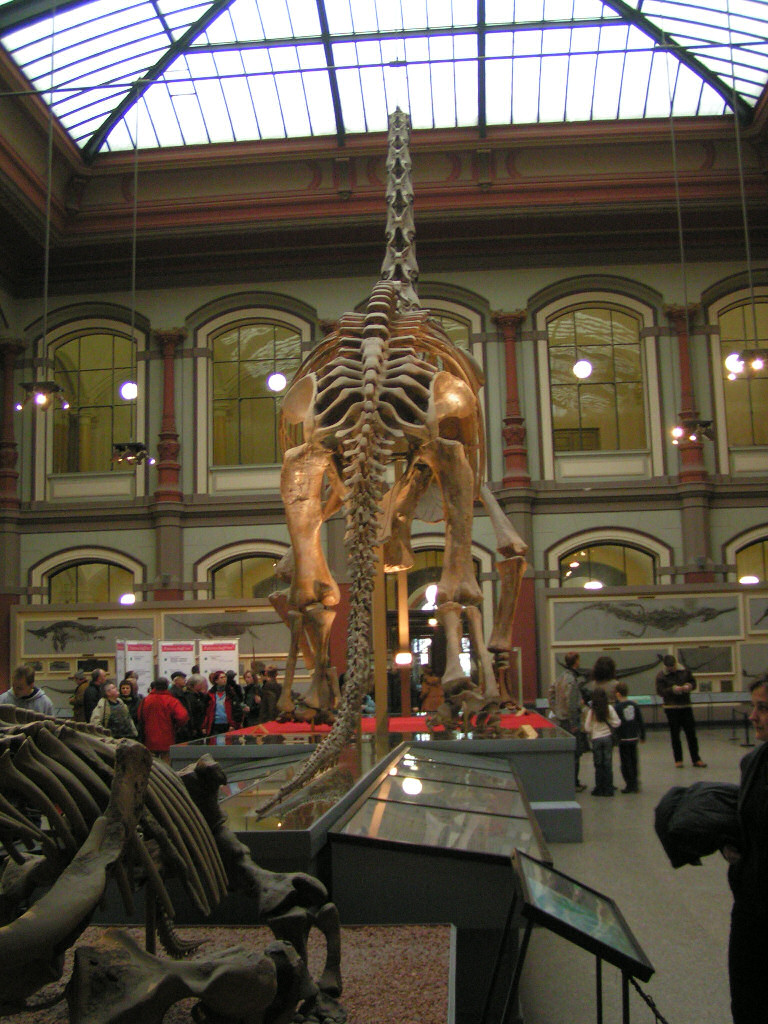
Esquelet de Brachiosaurus brancai al Museu d'Història Natural Humboldt (Museum für Naturkunde), Berlín

Els textos sud-americans de Humboldt comprenen trenta volums publicats en trenta anys. Compostos de llibres científics, atles, tractats de geografia i economia de Cuba i Mèxic, una narrativa dels seus viatges i un examen crític de la història de la geografia del Nou Continent. En les seves Vistes de les serralades i monuments dels pobles indígenes d'Amèrica, utilitza per primera vegada imatges de manera que són element fonamental i no una mera il·lustració. Estan basades en els seus propis dibuixos i van ser impreses amb la tècnica de la litografia com a làmines, algunes en color. Humboldt escriu els seus textos científics en col·laboració amb altres científics. Va dedicar el volum consagrat a geologia al seu amic Goethe. En el seu Cosmos, l'objectiu del qual era comunicar l'excitació intel·lectual i la necessitat pràctica de la recerca científica, descriu en cinc volums tots els coneixements de l'època sobre els fenòmens terrestres i celestes.

S'atribueix a Humboldt la invenció de noves expressions, com a isodinàmiques, isotermes, isoclines, Juràsic i tempesta magnètica. Va desenvolupar les bases de la geografia física, la geofísica i la sismologia. Va demostrar que no pot haver-hi coneixement científic sense experimentació verificable.

## Obra publicades

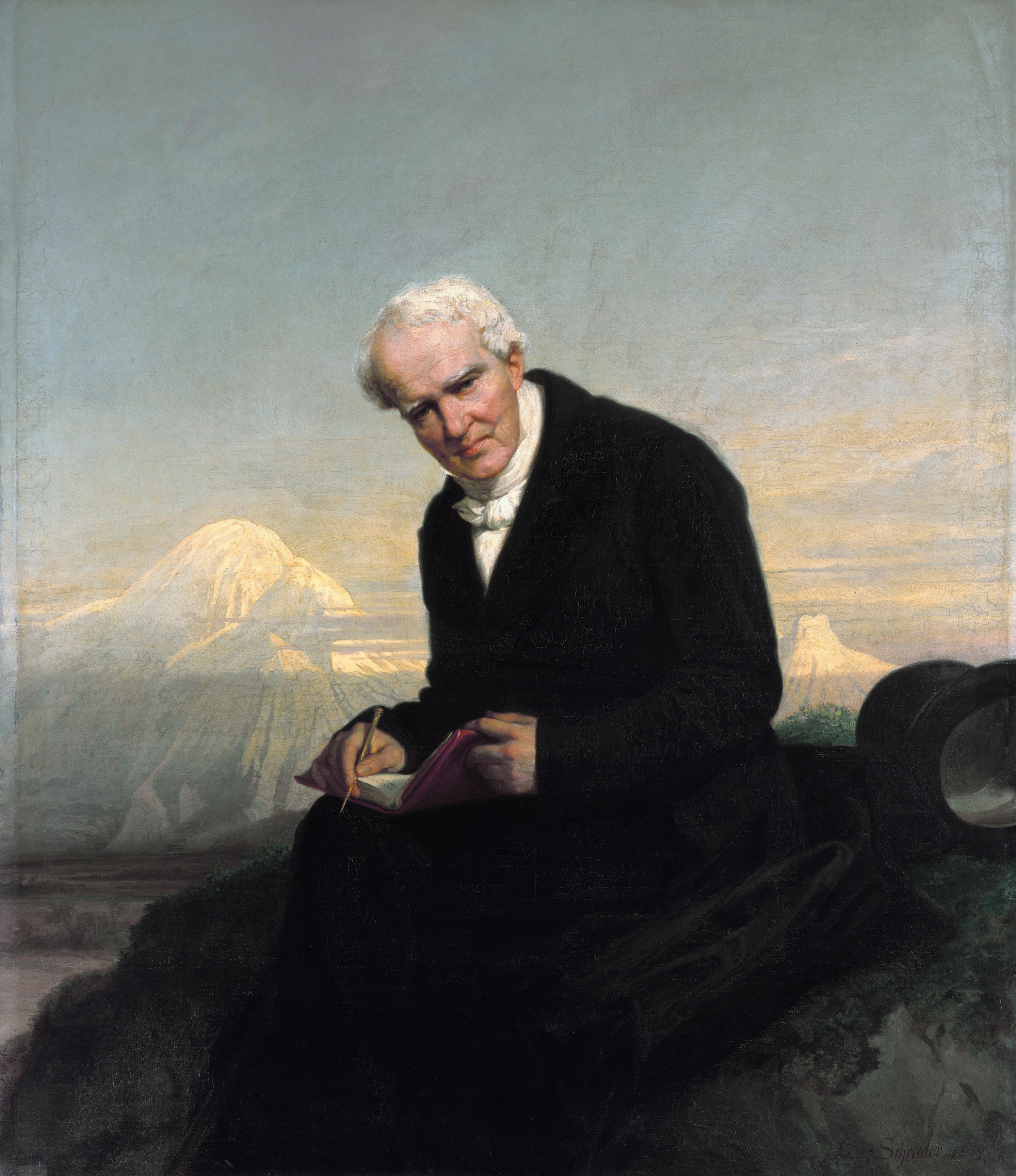
L'últim retrat d'Alexander von Humboldt de Julius Schrader (1859). Als peus del Chimborazo.

L'obra bibliogràfica d'Alexander von Humboldt és extensa. No obstant això, es pot considerar que són dues les obres que són les seves obres mestres.
La primera d'elles escrita originalment en francès i titulada Le voyage aux régions équinoxiales du Nouveau Continent (Viatge a les regions equinoccials del Nou Continent), escrita conjuntament per Humboldt i Aimé Bonpland entre 1799-1804 i publicada a París en 1807. L'obra està composta d'uns 30 volums en format de plec o de quartilla, i engloba un nombre considerable d'obres subordinades, sent les més importants:
- Vue des Cordillères et monuments des peuples indigènes de l'Amérique (Vista de la Serralada i monuments dels pobles indígenes d'Amèrica) (1810).
- Examen critique de l'histoire de la géographie du Nouveau Continent (Examen crític de la història de la geografia del Nou Continent) (1814-1834).
- Atles géographique et physique du royaume de la Nouvelle Espagne (Atles geogràfic i físic del virregnat de la Nova Espanya) (1811).
- Essai politique sur le royaume de la Nouvelle Espagne (Assaig polític sobre el regne de la Nova Espanya) (1811).
- Essai sur la géographie des plantes (Assaig sobre la geografia de les plantes) (1805).
- Relation historique (Relació històrica) (1814-1825), una narració inconclosa dels seus viatges, inclusivament: Essai politique sur l'île de Cuba (Assaig polític sobre l'illa de Cuba).

La segona obra de gran importància i rellevància és Kosmos (Cosmos). Iniciada la seva redacció quan Humboldt tenia 76 anys d'edat, és una obra que constituirà la coronació de la seva vida. Els primers dos capítols van ser publicats i bàsicament elaborats entre els anys 1845 i 1847. La idea d'aquest treball deriva del desig de comunicar una descripció gràfica del món físic que ell havia estudiat i observat durant gairebé mig segle. Aquesta idea pren forma, per primera vegada, després d'una sèrie de conferències dictades per ell en la Universitat de Berlín en l'hivern de 1827-1828.
- HUMBOLDT, Alexander von. 1805-1833: Cuvier, Latreille, Valenciennes i Gai-Lussac van cooperar en el Recueil d'observations de zoologie et d'anatomie comparée.
- HUMBOLDT, Alexander von. 1805-1832: Recueil d'observations zoologie et d'anatomie comparée. París - França.
- HUMBOLDT, Alexander von. 1808: Ansichten der Natur (Stuttgart i Tubinga). A. de Humboldt té tres edicions al llarg de la seva vida, i va ser traduït en pràcticament totes les llengües europees.
- HUMBOLDT, Alexander von. 1815-1825: Nova genera et species plantarum (7 vols. foli), que conté descripcions de més de 4500 espècies de plantes recol·lectades per Humboldt i Aimé Bonpland, compilat principalment per Karl Sigismund Kunth.
- HUMBOLDT, Alexander von. 1848-1858: Cosmos. Londres – Regne Unit.
- HUMBOLDT, Alexander von. 1907: Correspondance d'Alexandre de Humboldt avec François d'Arago. Ed. per E.T. Hamy. París - França.
- HUMBOLDT, Alexander von. 1808: J. Oltmanns va ajudar en la preparació del “Recueil d'observations astronomiques.
- HUMBOLDT, Alexander von. 1955. Essai sur la geógraphie des planties, accompagné d'un tableau physique. Institut Panamericà de Geografia. Ciutat de Mèxic - Mèxic.
- HUMBOLDT, Alexander von. 1969. «Cartes de viatge.» En: Alejandro de Humboldt 1769-1969, pàg. 145-158. Inter Nacions. Bad Godesberg - Alemanya.
- HUMBOLDT, Alexander von. 1972. Quadres de la Naturalesa. Muntanya Àvila Editors. Caracas – Veneçuela. 2 volums.
- HUMBOLDT, Alexander von. 1980: Cartes americanes. Biblioteca Ayacucho. Caracas - Veneçuela.
- HUMBOLDT, Alexander von. 1982: De l'Orinoco a l'Amazones. Editorial Labor, S.A. Caracas - Veneçuela.
- HUMBOLDT, Alexander von. 1991: Viatge a les regions equinoccials del Nou Continent. (2a ed.). Muntanya Àvila Editors. Caracas – Veneçuela. 5 volums.

## Posteritat

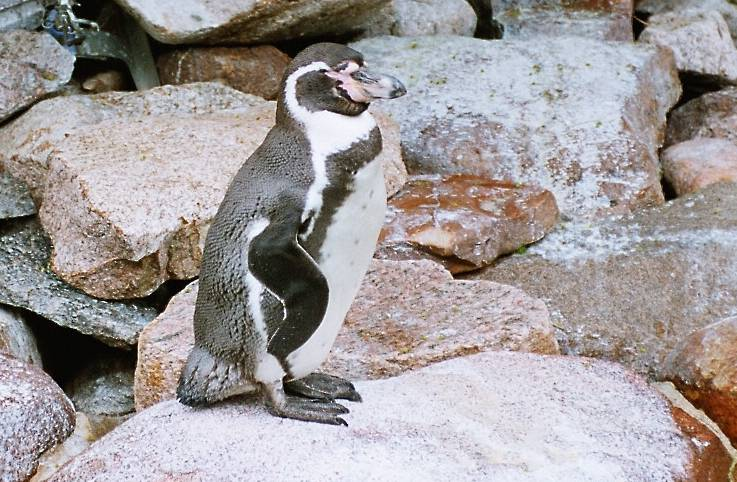
Pingüí de Humboldt (Spheniscus humboldti)

Al llarg de la història són molt nombrosos els reconeixements que ha rebut la figura de Humboldt: espècies biològiques, elements geogràfics, parcs i reserves naturals, localitats, carrers, vaixells, cossos espacials, universitats, instituts, col·legis, etc. Així mateix la seva figura ha estat reproduïda en segells i bitllets.
Humboldt es va convertir en el paradigma de l'explorador del Romanticisme, un heroi-descobridor alçat a la categoria de mite que va eclipsar la reputació de tots els altres científics amb els quals va col·laborar, com per exemple Bonpland.
En vida de Humboldt es van publicar nombrosos elogis dels seus contemporanis. En particular, a Mèxic:
- El 1827, Humboldt va rebre la nacionalitat mexicana com a reconeixement a la feina feta, per part del primer president de Mèxic, Guadalupe Victoria.[31]
- El 1854 va rebre, per part del general Uraga, la gran creu de l'orde de Guadalupe que li havia atorgat Santa Anna.[26]
- El 1859, el president mexicà Benito Juárez el va declarar Benemèrit de la Pàtria.[31]

No obstant això, malgrat la seva àmplia influència en el món, la figura i l'obra de Humboldt són relativament poc conegudes a Alemanya. Per a donar volta a aquesta situació s'han posat en marxa diversos projectes destinats a donar a conèixer massivament la seva obra al seu país natal i en el món. La més ambiciosa és la iniciativa per a construir el Humboldt Fòrum, que serà un centre cultural al centre de Berlín.
D'altra banda, la iniciativa de l'escriptor alemany Hans Magnus Enzensberger pretén recuperar la figura de Humboldt com a exemple per als seus conciutadans, que al seu judici només tenen presents els personatges negatius de la història alemanya. Per això va publicar diverses de les seves obres (2004), entre elles Cosmos i Ansichten der Kordilleren. L'editorial Eichborn Verlag va invertir 1,5 milions d'euros en el projecte. Com a part de la campanya de divulgació de la figura de l'explorador, els aproximadament 32.000 menors que estudien en escoles que porten el nom de Humboldt van rebre gratis un paquet amb les edicions d'Enzensberger.

### Epònims
- Corrent de Humboldt: corrent costaner fred a l'Oceà Pacífic, abans anomenat Corrent del Perú
- Parc nacional Alejandro de Humboldt: parc nacional a Cuba, Patrimoni Comú de la Humanitat
- Badia de Humboldt: badia ala costa nord de Califòrnia, als Estats Units d'Amèrica.
- Mar de Humboldt: mar de la lluna
- Reserva nacional Pingüí de Humboldt: reserva e Xile, composta per tres illes
- Jardí Botànic Humboldt: jardí botànic en construcció als EUA.
- Universitat Alejandro de Humboldt: Universitat privada a Veneçuela
- Pic Humboldt: al parc Nacional Sierra Nevada, a Veneçuela
- Muntanya Humboldt: és el segon pic més alt de Nova Caledònia

### Homenatges i escultures

Homenajes y esculturas
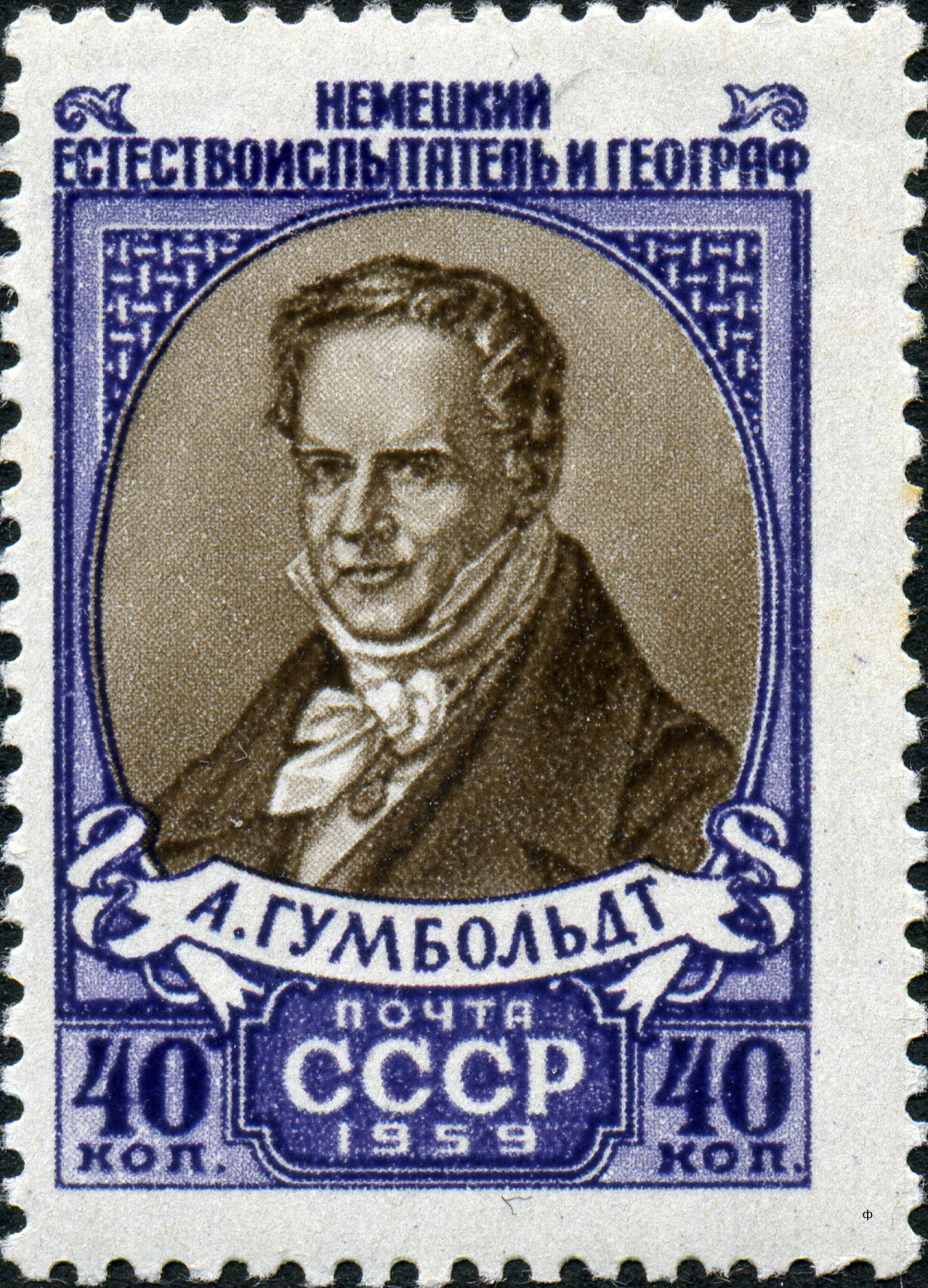
Segell postal en homenatge a Humboldt, Unió Soviètica, 1959.
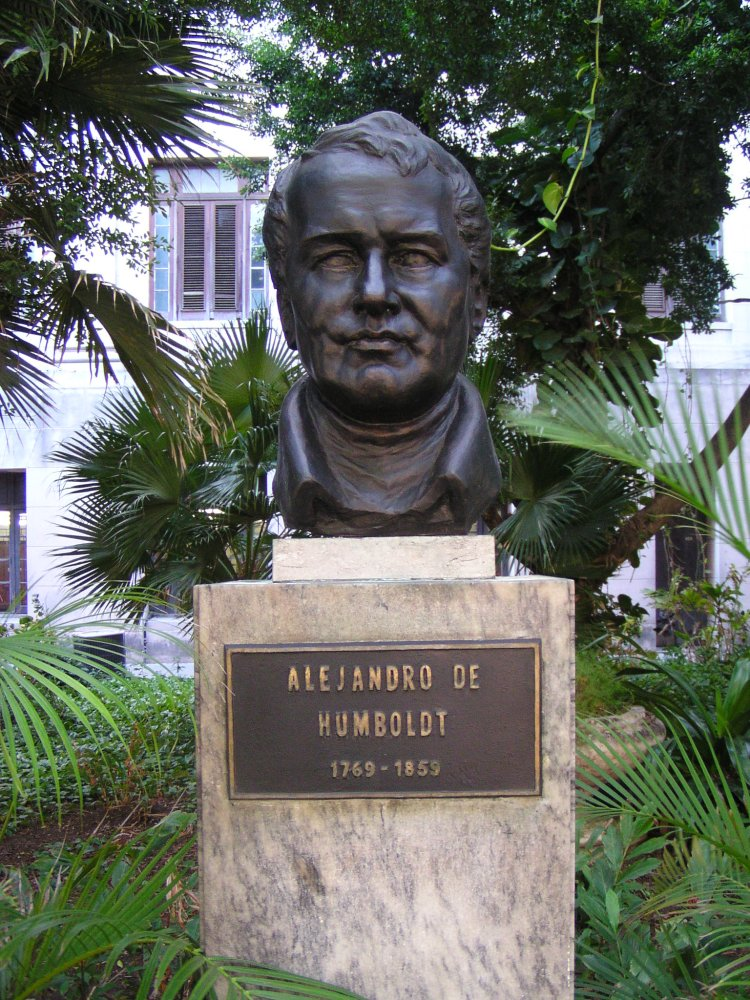
Bust de Humboldt en la Universitat de l'Havana.
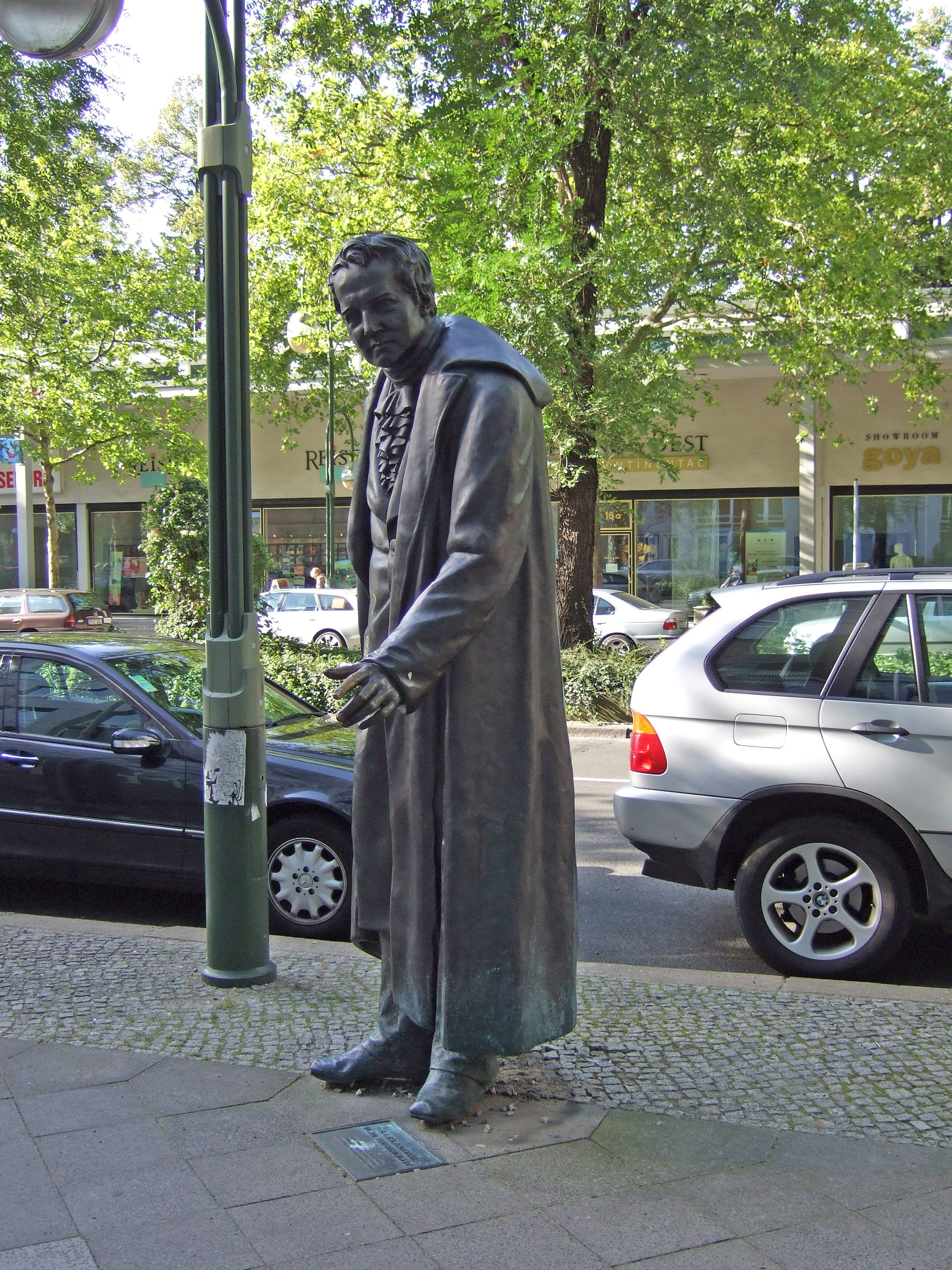
Estàtua de Humboldt en la Budapester Strasse, Berlín
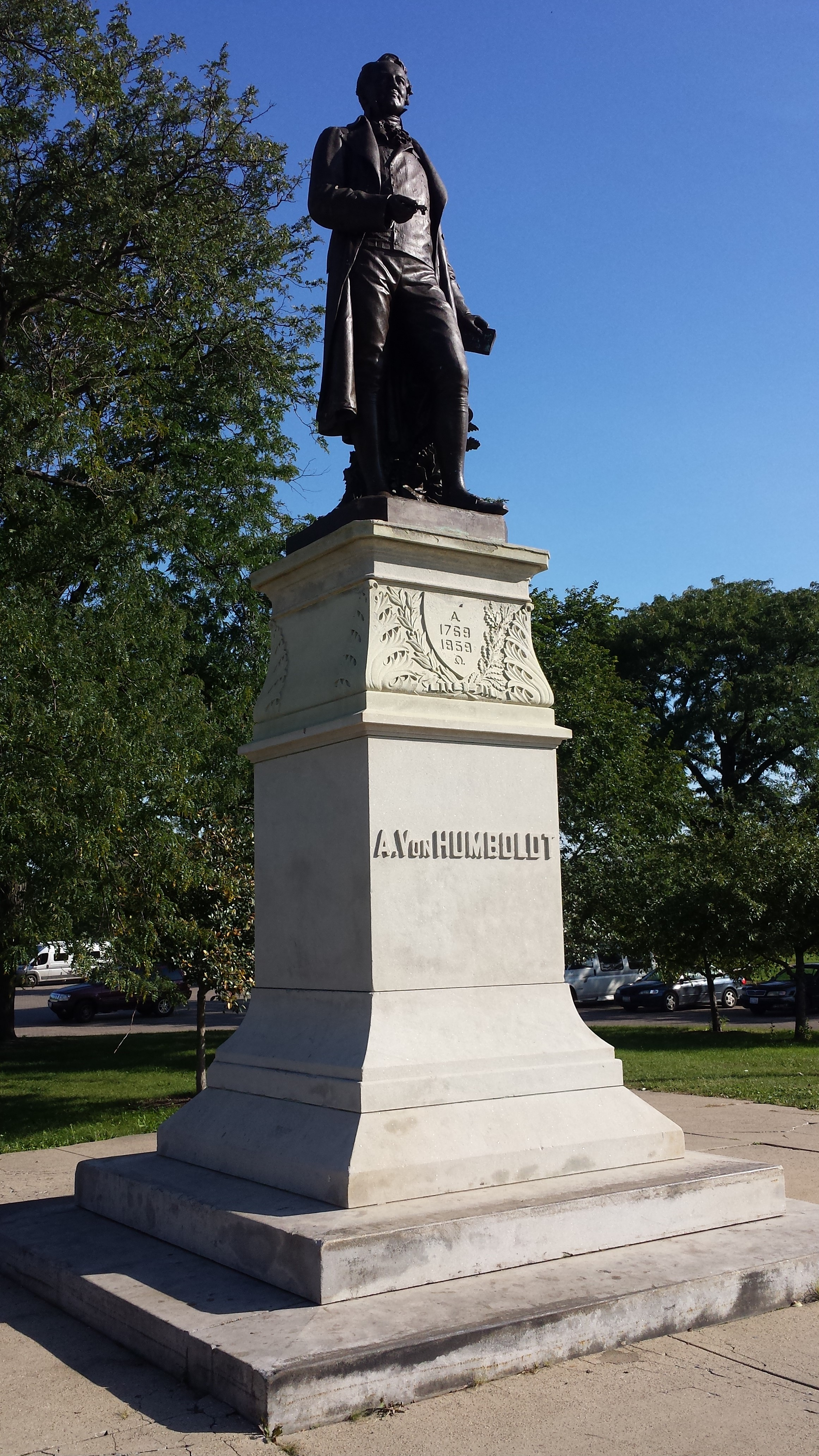
Estàtua de Humboldt en el Humboldt Park, Chicago
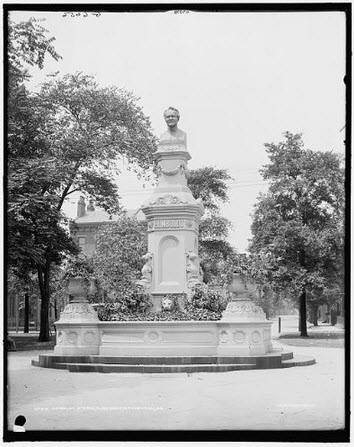
Estàtua de Humboldt a l'Allegheny West Park, Pittsburgh, Pennsylvania
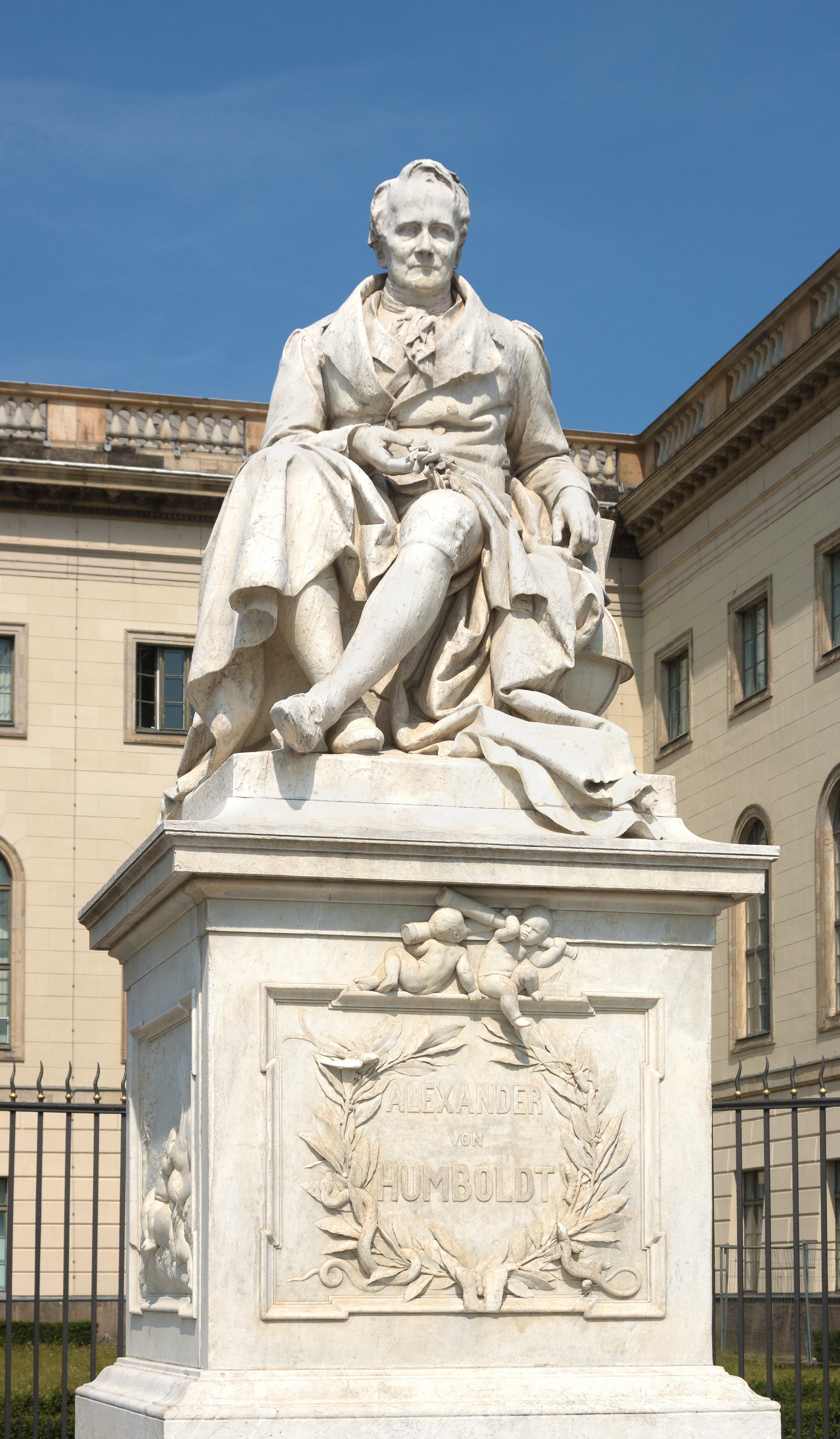
Estàtua de Humboldt en la Universitat Humboldt de Berlin.
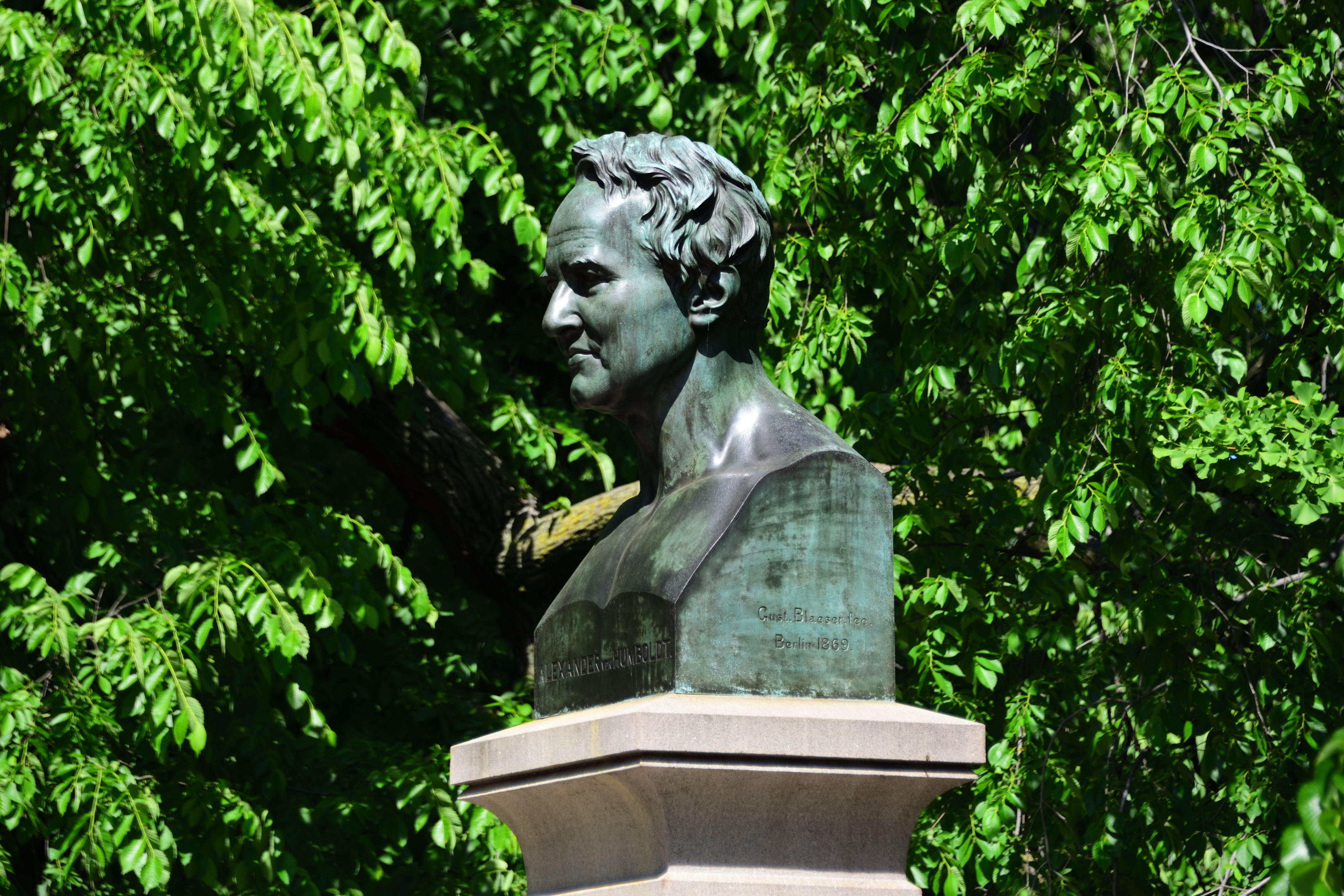
Bust de Humboldt en el Central Park, Nova York
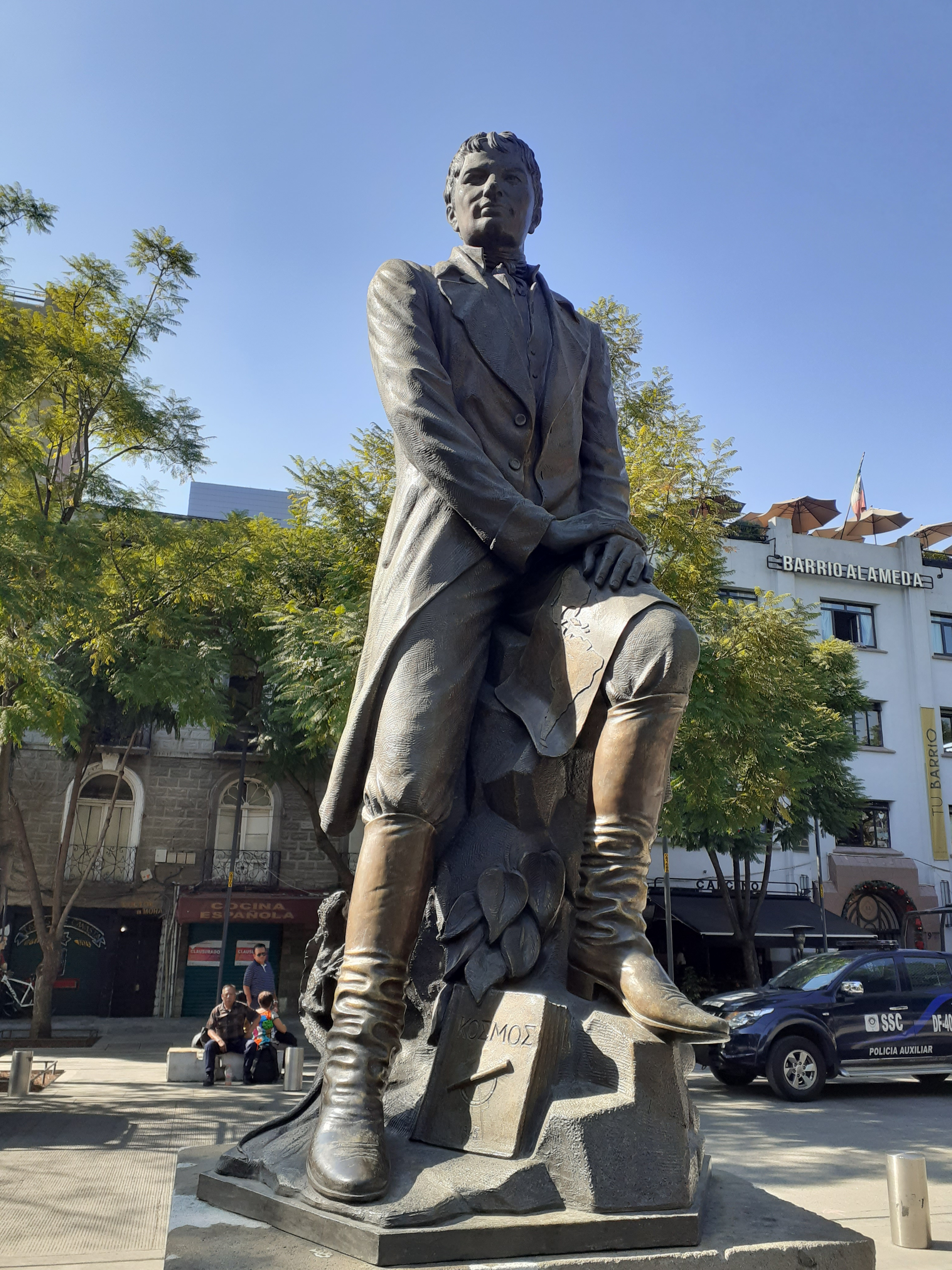
Estàtua de Humboldt en l'Albereda Central, Ciutat de Mèxic.
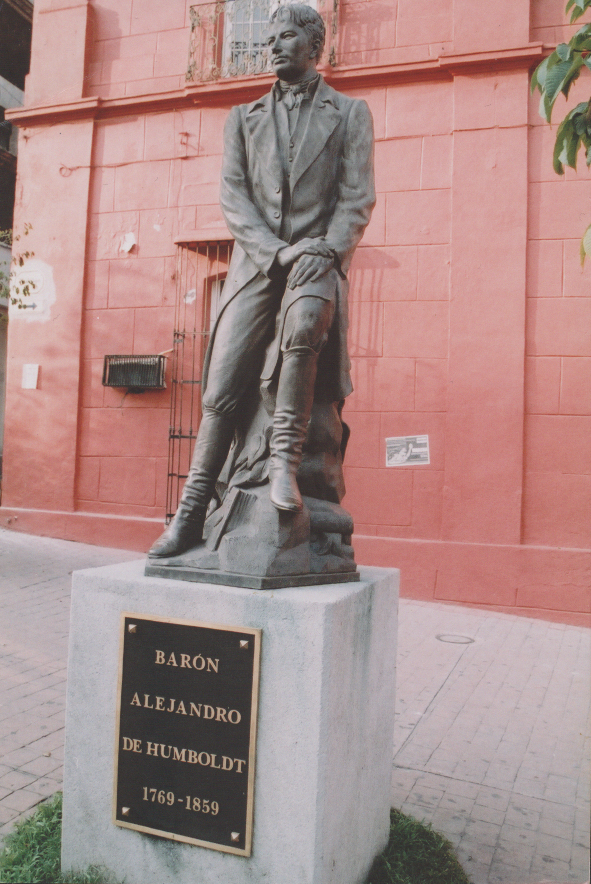
Estàtua de Humboldt en Cuernavaca, Mèxic